# 九龍巴士36A線
九龍巴士36A線是香港一條來往梨木樹及長沙灣（海達邨）的巴士路線，以循環線形式運作。

## 歷史
- 1971年8月20日：本線投入服務，提供梨木樹邨及葵涌道一帶往來長沙灣及深水埗的巴士服務。
- 1990年5月10日：本線最初往深水埗方向先繞經青山道、東京街和長沙灣道才轉入欽州街，其後改為青山道直入欽州街。
- 1999年3月7日：本線由深水埗碼頭遷往深水埗（東京街）。
- 2005年7月2日：本線將2輛非空調巴士換成空調巴士行走。
- 2011年8月14日：本線的空調巴士數目增加至3輛，而非空調巴士數目則減至2輛。
- 2011年8月28日：本線的空調巴士數目增加至4輛，而非空調巴士數目則減至1輛。
- 2011年11月14日：本線提升至全線空調巴士服務[1]。
- 2015年12月31日：增設到站時間預報。
- 2016年10月6日：因深水埗（東京街）巴士總站臨時關閉用作興建公屋，深水埗總站遷往長沙灣（深旺道）。
- 2023年4月23日：長沙灣總站由深旺道遷往新落成的海達公共運輸交匯處；往長沙灣方向取消深旺道「東京街西」站[2]。
- 2023年7月31日：改為循環線運作:[3]
  - 取消「富昌邨」、「南昌邨」、「深水埗警署」、「麗閣邨」及「貿易廣場」的中途站；增設「碧海藍天」和「興華街」中途站。
  - 提早頭班車至05:20並削減班次。

## 服務時間及班次
| 梨木樹開         | 梨木樹開    | 梨木樹開     |
| 日期             | 服務時間    | 班次（分鐘） |
| ---------------- | ----------- | ------------ |
| 星期一至五       | 05:20-07:25 | 25           |
| 星期一至五       | 07:25-07:55 | 15           |
| 星期一至五       | 07:55-08:55 | 20           |
| 星期一至五       | 08:55-15:55 | 30           |
| 星期一至五       | 15:55-17:55 | 20           |
| 星期一至五       | 17:55-20:00 | 25           |
| 星期一至五       | 20:00-23:30 | 30           |
| 星期六           | 05:20-08:15 | 25           |
| 星期六           | 08:15-16:45 | 30           |
| 星期六           | 16:45-18:00 | 25           |
| 星期六           | 18:00-23:30 | 30           |
| 星期日及公眾假期 | 05:20-08:20 | 30           |
| 星期日及公眾假期 | 08:20-09:10 | 25           |
| 星期日及公眾假期 | 09:10-13:40 | 30           |
| 星期日及公眾假期 | 13:40-14:30 | 25           |
| 星期日及公眾假期 | 14:30-23:30 | 30           |

## 收費
全程：$6.7
- 和宜合道運動場往梨木樹：$4.8

| - 本線設有12歲以下小童及65歲或以上長者半價優惠。 - 65歲或以上香港居民使用「樂悠咭」，以及12歲以下合資格殘疾兒童使用「殘疾人士身份」個人八達通繳付車資，均可享有每程$2.0或半價（以較低者為準）的票價優惠；12至64歲合資格殘疾人士使用「殘疾人士身份」個人八達通（包括「樂悠咭」），以及60至64歲香港居民使用「樂悠咭」繳付車資，均可享有每程$2.0或全費（以較低者為準）的票價優惠。 - 65歲或以上長者如使用長者或一般個人八達通繳付車資，則只可享有半價優惠；12至64歲合資格殘疾人士如不使用「殘疾人士身份」個人八達通，以及60至64歲人士如不使用「樂悠咭」繳付車資，必須繳付全費。 - 乘客可以現金或八達通於上車時付款，不設找續。 - 每位成人乘客可免費攜帶最多兩名4歲以下而不佔座位的兒童乘客乘車，超額之4歲以下小童必須繳付小童車費乘車。 - 持有「九巴月票」之乘客在車票有效期內，每日可享最多10程任何九龍巴士及龍運巴士路線（包括本路線，以及聯營路線的九龍巴士／龍運巴士提供的班次；惟乘搭機場「A」及「NA」線則可享原價二七折優惠（不會計算每天10次合資格車程））；而B1線則每日可享最多各2程（不會計算每天10次合資格車程）。 - 九龍巴士、城巴、龍運巴士及陽光巴士全職員工及家屬（不包括外判職員）可免費乘搭本路線，惟必須拍職員或職員家屬八達通。 - 乘客亦可透過多元化電子支付系統（e度嘟）繳付車資，包括使用非接觸式VISA卡、JCB卡、萬事達卡、銀聯卡、美國運通、大來國際、Discover Card、Apple Pay、Google Pay、Samsung Pay、AlipayHK「易乘碼」、支付寶、WeChatHK／微信支付「搭車碼」、銀聯雲閃付「乘車碼」及BOC Pay「乘車碼」。乘客使用此付款方式，使用此支付方式的乘客可享有中途下車之分段收費，以及與其他九巴／龍運獨營路線或聯營線九巴／龍運班次之轉乘優惠，惟不適用於與非九巴／龍運路線之轉乘優惠，亦不能享有「公共交通費用補貼計劃」及「長者及合資格殘疾人士公共交通票價優惠計劃」。 |

### 八達通轉乘優惠
乘客登上本線後150分鐘內以同一張八達通卡轉乘以下路線，或從以下路線登車後150分鐘內以同一張八達通卡轉乘本線，次程可獲$4.2車資折扣優惠：
36A ←→ 31M、235M
- 36A往梨木樹 → 31M往石籬或235M往安蔭
- 31M或235M往葵芳 → 36A往深水埗

## 使用車輛
最初派「塞頓」Seddon Pennine 4型開荒，後派「長牛」丹拿E型行走，及後派平頂珍寶，「雞車」利蘭勝利二型, 而晚年「大水牛」AEC Regent五型亦間中支援，並於1980年代進入黃金時期, 於1985年派出最新的利蘭奧林比安9.5米（BL)行走。
由於其途經葵涌道及昌榮路一帶工業區而客量高企，因此得到了當時最高的派車待遇──全線以全新的11米 利蘭奧林比安（S3BL), 之後換成11, 12米巴士組成的車隊。利蘭奧林比安（S3BL,3BL), 丹尼士巨龍（3N）以及都城嘉慕超級都城型（3M）巴士等。但到1990年代初因梨木樹邨重建影響而改以「雞車」利蘭勝利二型為主。2005年7月2日起，本線將2輛非空調巴士換成空調巴士行走，但都是高地台版本。直至2011年8月14日，本線引入1輛富豪超級奧林比安12米（3ASV）（3ASV403／KR2701）及2輛富豪奧林比安11米（AV）雙層空調巴士以取代2輛11米雙層空調巴士及1輛富豪奧林比安11米普通巴士（S3V23／GK9710）。結束了普通巴士數量比空調巴士多的局面。 曾派出富豪超級奧林比安樣辦車（3ASV3／JE1672, AVW1 / KY2604), 富豪 B9TL 樣辦車 (AVBW15 / MG470)掛牌36A, 。
現時本線使用5輛亞歷山大丹尼士Enviro 500 ] 12米（ ATENU ）雙層空調巴士，均屬青衣車廠。
| 車隊編號 | 車牌   |
| -------- | ------ |
| ATENU7   | SA4037 |
| ATENU29  | SC2443 |
| ATENU50  | SD4993 |
| ATENU452 | TF6239 |
| ATENU605 | TN1037 |

## 行車路線

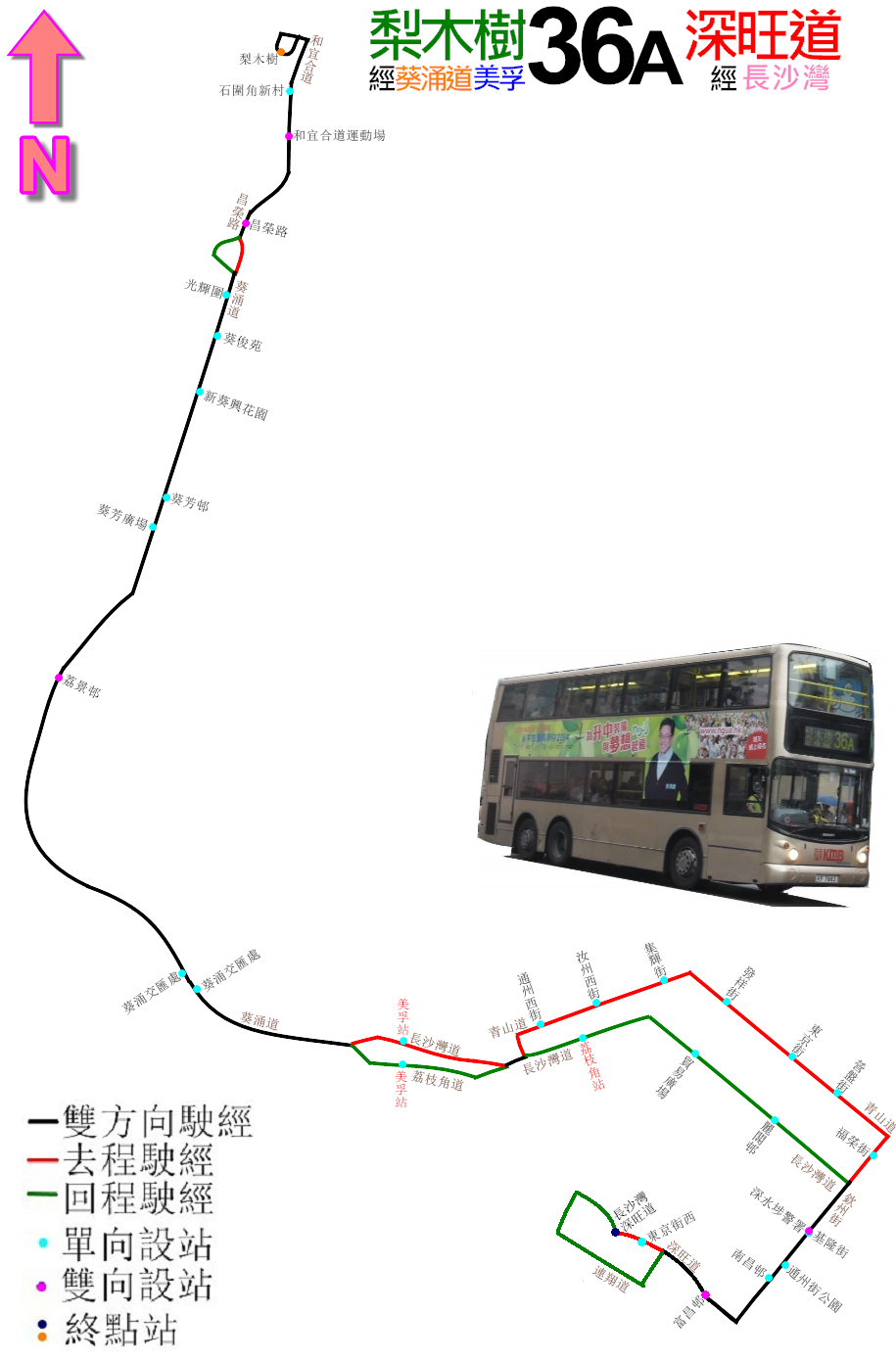
36A線的走線圖

經：和宜合道、昌榮路、昌榮路迴旋處、葵涌道、長沙灣道、通州西街、青山道、欽州街、欽州街西、深旺道、海達街、海達公共運輸交匯處、海達街、深旺道、興華街西、興華街、長沙灣道、荔枝角道、葵涌道、昌榮路迴旋處、昌榮路及和宜合道。

### 沿線車站
| 梨木樹開 | 梨木樹開                 | 梨木樹開             |
| 序號     | 車站名稱                 | 位置                 |
| -------- | ------------------------ | -------------------- |
| 1        | 梨木樹巴士總站           | 梨木樹公共運輸交匯處 |
| 2        | 和宜合道運動場           | 和宜合道             |
| 3        | 昌榮路                   | 昌榮路               |
| 4        | 葵俊苑                   | 葵涌道               |
| 5        | 新葵興花園               | 葵涌道               |
| 6        | 葵芳邨                   | 葵涌道               |
| 7        | 葵涌道荔景邨             | 葵涌道               |
| 8        | 葵涌交匯處               | 葵涌道               |
| 9        | 美孚站（D2）             | 長沙灣道             |
| 10       | 通州西街                 | 青山道               |
| 11       | 汝州西街                 | 青山道               |
| 12       | 集輝街                   | 青山道               |
| 13       | 發祥街                   | 青山道               |
| 14       | 東京街                   | 青山道               |
| 15       | 營盤街                   | 青山道               |
| 16       | 福榮街                   | 欽州街               |
| 17       | 基隆街                   | 欽州街               |
| 18       | 通州街公園               | 欽州街               |
| 19       | 富昌邨                   | 深旺道               |
| 20       | 長沙灣（海達邨）巴士總站 | 海達公共運輸交匯處   |
| 21       | 碧海藍天                 | 興華街西             |
| 22       | 興華街（X28）            | 長沙灣道             |
| 23       | 荔枝角站（X38）          | 長沙灣道             |
| 24       | 美孚站（A2）             | 荔枝角道             |
| 25       | 葵涌交匯處               | 葵涌道               |
| 26       | 葵涌道荔景邨             | 葵涌道               |
| 27       | 葵芳廣場                 | 葵涌道               |
| 28       | 光輝圍                   | 葵涌道               |
| 29       | 昌榮路                   | 昌榮路               |
| 30       | 和宜合道運動場           | 和宜合道             |
| 31       | 石圍角新村               | 和宜合道             |
| 32       | 梨木樹巴士總站           | 梨木樹公共運輸交匯處 |

## 客量
此路線自深水埗碼頭停用起隨即失去接駁渡輪的功能，儘管本路線車程較36B線快，但服務範圍不及後者大，下葵涌段又與33A、37及港鐵重疊，使其整體客量均維持於低水平。有區議員要求此線延長九龍總站至九龍塘又一城，方便梨木樹居民前往該區。

## 外部連結
- 九巴36A線－九龍巴士 （页面存档备份，存于）
- 九巴36A線 （页面存档备份，存于）